# Didi-Niko Dadiani
Nikoloz  dit Didi-Niko Dadiani (géorgien : ნიკოლოზ ["დიდი ნიკო"] დადიანი; 1764 – 25 février 1834) est un noble géorgien issu de la maison Dadiani et un historien. Il joue un rôle éminent dans le gouvernement de la principauté de Mingrélie , qui s’était placée sous le protectorat et était devenu sujette autonome de l'Empire russe en 1804. Son nom est Nikoloz Dadiani, Niko étant la forme  hypocoristique de son nom et l'épithète didi, qui signifie en géorgien grand , lui a été donnée pour le distinguer de ses homonymes postérieurs de la famille Dadiani.

## Carrière politique
Nikoloz Dadiani est un fils de Giorgi Dadiani (mort en 1799), frère de Kastia II Dadiani, Prince de Mingrélie.
Son engagement dans la politique et le gouvernement de la principauté de Mingrélie débute en octobre 1804, quand il devient membre du conseil de régence de son parent mineur, Léon V de Mingrélie, un petit-fils de Katsia II. Le Conseil est présidé par la mère de Léon
la princesse douairière Nino. Quelques mois plus tôt la Mingrélie est devenue un protectorat de l'Empire russe comme principauté autonome. En 1805, Didi-Niko Dadini conduit une délégation de Mingréliens à Saint-Pétersbourg afin d'exposer les différents territoriaux de la principauté avec ses voisins. À son retour, Dadiani se trouve en désaccord avec la princesse-douairière, qui l'accuse d'avoir recours au conseil de régence pour ses propres ambitions. Après que Léon V Dadiani soit devenu majeur et que la régente Nino soit écartée du gouvernement de la Mingrélie en 1811, l'influence de Didi-Niko Dadiani s’accroît. Le prince-régnant Léon/Levan est peu intéressé par la pratique du gouvernement et le suivi au jour le jour des affaires taches qu'il délègue à Didi-Niko, qui l'a servi comme chancelier (géorgien : mdivanbegi) quatre années entre 1804 et 1811. Ce dernier compose un nouveau gouvernement connu sous le nom de dasturlama, qui prend les rênes de la Mingrélie. Didi-Niko Dadiani est un loyal sujet de la couronne russe. À la tête des forces mingréliennes (militia), il combat aux côtés des russes lors de la guerre russo-turque de 1806-1812, la guerre russo-persane de 1804-1813, et la guerre russo-turque de 1828-1829. Il, aide également les russes à venir à bout des révoltes en Géorgie occidentale de 1810 et 1819–1820. Il est fait major-général et récompensé par l'Ordre de Sainte-Anne, de 1re classe.

## Historien
Pendant ses années de gouvernement, Dadiani compose sa principale œuvre historique, L' Histoire des Géorgiens (ქართველთ ცხოვრება, k'art'velt' ts'khovreba), qu'il termine en 1823. Son ouvrage se divise en trois parties et est basé, respectivement pour 
l'époque médiévale sur, kartlis tskhovreba, et l'histoire du prince Vakhoucht Bagration. La partie finale
est un travail de première main, commençant avec l'histoire de la Géorgie occidentale entre 1749 et 1823 et contenant de nombreuses informations inédites. Il avait écrit également un journal de voyage de sa mission en Russie, qui a disparu .

## Décès et postérité
Dadiani meurt en 1834 et est inhumé dans le  monastère de Martvili. Il s'était marié deux fois; la première, avec Mariam née Eristavi de Gourie et ensuite après sa mort en 1802, avec Ekaterine Marshania d'Abkhazie. Il eut sept enfants deux filles et cinq fils dans la descendance se perpétue encore de nos jours.